# Sobradillo (Salamanca)
Sobradillo es un municipio y localidad española de la provincia de Salamanca, en la comunidad autónoma de Castilla y León. Se integra dentro de la comarca de Vitigudino y la subcomarca de El Abadengo. Pertenece al partido judicial de Vitigudino.
Su término municipal está formado por un solo núcleo de población, ocupa una superficie total de 53,50 km² y según los datos demográficos recogidos en el padrón municipal elaborado por el INE en el año 2017, cuenta con una población de 234 habitantes.
La restaurada torre del homenaje del desaparecido castillo de esta localidad acoge una de las casas del parque natural de Arribes del Duero. Se trata de un centro de interpretación y espacio donde se puede recabar información especializada desde la que iniciar la visita a esta zona.

## Etimología
Existen varias teorías acerca del origen del topónimo Sobradillo. Una de ellas es la que defiende que es diminutivo de «sofrero», vocablo del leonés que se traduce como «alcornoque» en castellano, denominación similar a la que tiene en portugués y en gallego, lenguas en las que el alcornoque es denominado «sobro», «sobreiro» y «sovereiro», y que tiene su origen en el vocablo romance «sobro», que derivaría del vocablo latino «suber», con el que los romanos designaron tanto al alcornoque (quercus suber), como a su producto más característico, el corcho. En definitiva, según esta teoría el topónimo del pueblo significaría «alcornocalillo» en lengua leonesa.
Otra de las teorías sugiere que Sobradillo tomaría su nombre de la denominación de otras localidades preexistentes en Galicia y en otras comarcas leonesas en las que existen pueblos con el nombre «Sobrado».

En torno a una torre vigía, anterior al actual castillo, levantada en los ss. XII o XIII para vigilancia de la frontera leonesa con Portugal, se formó una colonia procedente de cualquiera de los treinta y tantos 'Sobrados' que hay en Galicia o de aquel otro reino de León, bautizándose el nuevo poblado con el diminituvo del lugar de origen.
 Zona Oeste de Salamanca. Vitigudino: Adezos.

De un modo u otro, el diminutivo existente en el nombre «-illo» es uno de los sufijos propios de la lengua leonesa. En las zonas gallegófonas encontramos varias localidades llamadas «Sobradelo», mientras que en las áreas por las que se expandió la lengua leonesa nos encontramos «Sobradillo» como la zamorana de Sobradillo de Palomares, en la comarca de Sayago.

## Símbolos

### Escudo
El escudo heráldico que representa al municipio fue aprobado el 20 de mayo de 1965 con el siguiente blasón:

«Escudo tradicional español. De plata, una torre en su color, mazonada, surmontada por la cruz potenzada, en sable de los Templarios. El todo, timbrado de la corona real»
Boletín Oficial del Estado nº 135 de 7 de junio de 1965

### Bandera
El ayuntamiento no ha adoptado aún una bandera para el municipio.

## Geografía
Sobradillo se encuentra situado en el noroeste salmantino. Hace frontera con Portugal. Dista 105 km de Salamanca capital.
Se integra dentro de la comarca de El Abadengo. Pertenece a la Mancomunidad El Abadengo y al partido judicial de Vitigudino.
Su término municipal se encuentra dentro del parque natural de Arribes del Duero, un espacio natural protegido de gran atractivo turístico.
| Noroeste: La Fregeneda          | Norte: Hinojosa de Duero     | Noreste: Lumbrales               |
| Oeste: Mata de Lobos (Portugal) |                              | Este: La Redonda                 |
| Suroeste: Almofala (Portugal)   | Sur: Ahigal de los Aceiteros | Sureste: Ahigal de los Aceiteros |

## Historia
La existencia de poblamiento humano en el término municipal se remonta al Neolítico, del que databa el ya desaparecido dolmen de La Nava Cardosa. Sin embargo, el emplazamiento actual de Sobradillo responde a la repoblación efectuada en la zona por los reyes leoneses en el siglo XII, que cedieron la gestión de la localidad a la Orden del Temple, la cual empleaba en el Reino de León la conocida como "cruz tau" (llamada así por asemejarse a la letra tau griega) que luce en su escudo Sobradillo. Tras la desaparición del Temple pasó a formar parte en lo eclesiástico de la diócesis de Ciudad Rodrigo, fundada por Fernando II de León con anterioridad, así como, en lo civil, del conde don Sancho y su esposa Beatriz de Portugal que pasaron en el siglo XIV a detentar el Señorío de Sobradillo, que se mantuvo vigente hasta el siglo XIX, cobrando sus señores el impuesto del Noveno. Con la división territorial de España de 1833 en la que se crean las actuales provincias, Sobradillo queda encuadrado dentro de la Región Leonesa, formada por las provincias de León, Zamora y Salamanca, de carácter meramente clasificatorio, sin operatividad administrativa, que a grandes rasgos vendría a recoger la antigua demarcación del Reino de León, pasando a formar parte del partido judicial de Vitigudino en 1844.

## Demografía
Sobradillo cuenta con una población de 173 habitantes (INE 2024).
| Gráfica de evolución demográfica de Sobradillo entre 1842 y 2021                                                                                                |
| |
| Población de derecho según los censos de población del INE Población de hecho según los censos de población del INEEn este censo se denominaba Sobradilla: 1842 |

Según el Instituto Nacional de Estadística, Sobradillo tenía, a 31 de diciembre de 2018, una población total de 232 habitantes, de los cuales 117 eran hombres y 115 mujeres. Respecto al año 2000, el censo refleja 376 habitantes, de los cuales 179 eran hombres y 197 mujeres. Por lo tanto, la pérdida de población en el municipio para el periodo 2000-2018 ha sido de 144 habitantes, un 39% de descenso.

## Monumentos y lugares de interés

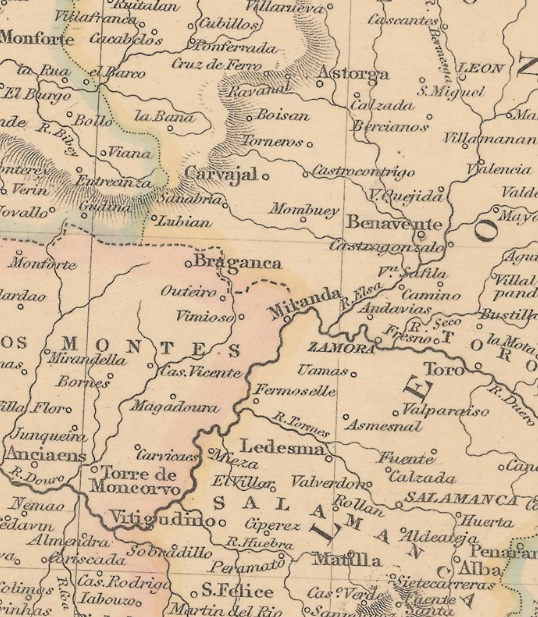
Detalle del mapa "Spain and Portugal" de 1838, por John Betts, en el que se puede apreciar Sobradillo

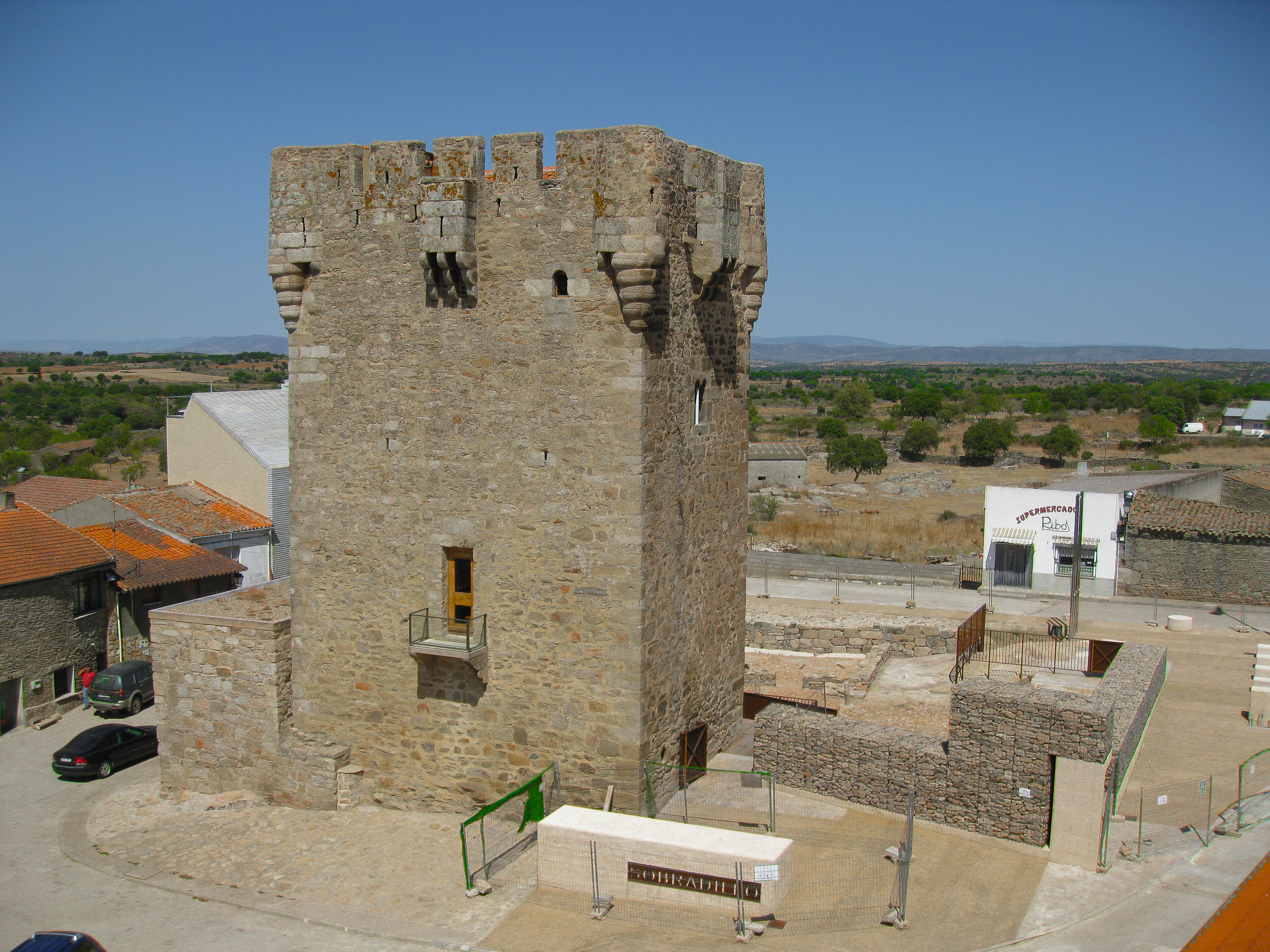
Torreón de Sobradillo, actual casa del parque natural de Arribes del Duero

- Torre del Homenaje, formaba parte del castillo erigido en el siglo XII para defender la frontera leonesa frente a Portugal, siendo reformada en el siglo XV en su totalidad, época a la que debe su actual aspecto. Luce los escudos de los Rodríguez de Ledesma.
- Iglesia de Santiago Apóstol, del siglo XVI.
- Edificio del Ayuntamiento, del siglo XVII.
- Ermita del Cristo de la Cuesta.
- Almazara.
- Puente y calzada romanos.
- Fuente Lugar, medieval románica.
- Convento de Santa Marina la Seca. Fundado en 1502 fue reconstruido en el siglo XVIII.
- Mirador del Molinillo.

## Cultura

### Fiestas
- 25 de julio, fiesta de Santiago apóstol, patrón de Sobradillo
- 3 de mayo, fiesta de Santa Cruz

#### La capachera
«La capachera» es una fiesta que se recuperó en Sobradillo en 2019 después de 65 años sin celebrarse. Es como se conoce en esta localidad a la conocida más ampliamente como «fiesta de quintos», con la singularidad de que en este pueblo se realiza la quema de «capachos», un tipo de esteras circulares de esparto que se fabricaban antiguamente para prensar la pasta que se hacía con las aceitunas que se recolectaban en los campos de la comarca. Era por tanto, una fiesta doble, la de quintos o de «llamada a filas», que señalaba a su vez la finalización de la campaña de recogida de la aceituna. Los capachos ardiendo se mueven en círculos, iluminando con sus llamas la plaza de Sobradillo. Normalmente se realiza a principios de diciembre, en torno al día de la Inmaculada.
También en diciembre se realiza la fiesta de la matanza tradicional, adaptada a las nuevas leyes y costumbres, por lo que el cerdo no se sacrifica en público. Se realizan talleres de elaboración de chorizo. Era antiguamente una fecha muy señalada y que servía como excusa para reunir a toda la familia, en torno a una copa de vino o aguardiente, se cantaban canciones y se contaban historias.

## Administración y política

### Gobierno municipal
| Periodo   | Nombre                       | Partido | Partido              |
| --------- | ---------------------------- | ------- | -------------------- |
| 1979-1983 | Isidoro Martín Arroyo        |         | Independiente        |
| 1983-1987 | Francisco Martín González    |         | Alianza Popular (AP) |
| 1987-1991 | José González Martín         |         | Alianza Popular (AP) |
| 1991-1999 | Francisco Martín González    |         | Partido Popular (PP) |
| 1999-2011 | José González Martín         |         | Partido Popular (PP) |
| 2011-act. | José María González González |         | Partido Popular (PP) |

| Partido político                         | 2023  | 2023  | 2023       | 2019  | 2019  | 2019       | 2015  | 2015  | 2015       | 2011  | 2011  | 2011       | 2007  | 2007  | 2007       | 2003  | 2003  | 2003       |
| Partido político                         | %     | Votos | Concejales | %     | Votos | Concejales | %     | Votos | Concejales | %     | Votos | Concejales | %     | Votos | Concejales | %     | Votos | Concejales |
| Partido Popular (PP)                     | 55,71 | 78    | 4          | 43,18 | 76    | 4          | 50,00 | 106   | 4          | 53,39 | 118   | 4          | 59,66 | 139   | 4          | 66,02 | 171   | 5          |
| Partido Socialista Obrero Español (PSOE) | 32,14 | 45    | 1          | 28,41 | 50    | 1          | 24,06 | 51    | 1          | 16,29 | 36    | 1          | 38,63 | 90    | 3          | 32,82 | 85    | 2          |
| Salamanca Importa (Salamanca Sí)         | 11,43 | 16    | 0          | —     | —     | —          | —     | —     | —          | —     | —     | —          | —     | —     | —          | —     | —     | —          |
| Ciudadanos (CS)                          | —     | —     | —          | 25,00 | 44    | 0          | 25,47 | 54    | 2          | —     | —     | —          | —     | —     | —          | —     | —     | —          |
| Coalición SI por Salamanca (SI)          | —     | —     | —          | —     | —     | —          | —     | —     | —          | 29,86 | 66    | 2          | —     | —     | —          | —     | —     | —          |

El alcalde de Sobradillo no recibe ningún tipo de prestación económica por su trabajo al frente del ayuntamiento (2017).

### Elecciones autonómicas
| Partido político                                           | 2022  | 2022  | 2019  | 2019  | 2015  | 2015  | 2011  | 2011 | 2007  | 2007 | 2003  | 2003 | 1999  | 1999 | 1991  | 1991 | 1987  | 1987 | 1983  | 1983 |
| Partido político                                           | Votos | %     | Votos | %     | Votos | %     | Votos | %    | Votos | %    | Votos | %    | Votos | %    | Votos | %    | Votos | %    | Votos | %    |
| Partido Popular (PP)                                       | 54    | 45,00 | 84    | 47,73 | 109   | 52,66 | —     | —    | —     | —    | —     | —    | —     | —    | —     | —    | —     | —    | —     | —    |
| Partido Socialista Obrero Español (PSOE)                   | 32    | 26,67 | 51    | 28,98 | 43    | 20,77 | —     | —    | —     | —    | —     | —    | —     | —    | —     | —    | —     | —    | —     | —    |
| Vox                                                        | 12    | 10,00 | 3     | 1,70  | —     | —     | —     | —    | —     | —    | —     | —    | —     | —    | —     | —    | —     | —    | —     | —    |
| Ciudadanos (Cs)                                            | 6     | 5,00  | 29    | 16,48 | 41    | 19,81 | —     | —    | —     | —    | —     | —    | —     | —    | —     | —    | —     | —    | —     | —    |
| Podemos                                                    | 5     | 4,17  | 6     | 3,41  | 7     | 3,38  | —     | —    | —     | —    | —     | —    | —     | —    | —     | —    | —     | —    | —     | —    |
| Partido Regionalista del País Leonés (PREPAL)              | 3     | 2,50  | 2     | 1,14  | 1     | 0,48  | —     | —    | —     | —    | —     | —    | —     | —    | —     | —    | —     | —    | —     | —    |
| Unión del Pueblo Leonés (UPL)                              | 2     | 1,67  | 0     | 0,00  | —     | —     | —     | —    | —     | —    | —     | —    | —     | —    | —     | —    | —     | —    | —     | —    |
| España Vaciada                                             | 2     | 1,67  | —     | —     | —     | —     | —     | —    | —     | —    | —     | —    | —     | —    | —     | —    | —     | —    | —     | —    |
| Partido Animalista Contra el Maltrato Animal (PACMA)       | 1     | 0,83  | 0     | 0,00  | 0     | 0,00  | —     | —    | —     | —    | —     | —    | —     | —    | —     | —    | —     | —    | —     | —    |
| Partido Castellano-Tierra Comunera (PCAS-TC)-Recortes Cero | 1     | 0,83  | —     | —     | —     | —     | —     | —    | —     | —    | —     | —    | —     | —    | —     | —    | —     | —    | —     | —    |
| Izquierda Unida (IU)-Anticapitalistas-PCAS-TC              | —     | —     | 1     | 0,57  | —     | —     | —     | —    | —     | —    | —     | —    | —     | —    | —     | —    | —     | —    | —     | —    |
| Partido Comunista de los Pueblos de España (PCPE)          | —     | —     | —     | —     | 1     | 0,48  | —     | —    | —     | —    | —     | —    | —     | —    | —     | —    | —     | —    | —     | —    |

### Localidades cercanas
- Hinojosa de Duero
- La Fregeneda
- La Redonda
- Lumbrales